# Río Hondo (Mayagüez)
Río Hondo es un barrio ubicado en el municipio de Mayagüez en el estado libre asociado de Puerto Rico. En el Censo de 2010 tenía una población de 3640 habitantes y una densidad poblacional de 817,1 personas por km².

## Geografía
Río Hondo se encuentra ubicado en las coordenadas 18°9′56″N 67°7′38″O / 18.16556, -67.12722. Según la Oficina del Censo de los Estados Unidos, Río Hondo tiene una superficie total de 4.45 km², que corresponden a tierra firme.

## Demografía
Según el censo de 2010, había 3640 personas residiendo en Río Hondo. La densidad de población era de 817,1 hab./km². De los 3640 habitantes, Río Hondo estaba compuesto por el 81.43% blancos, el 8.57% eran afroamericanos, el 0.44% eran amerindios, el 0.19% eran asiáticos, el 7.34% eran de otras razas y el 2.03% pertenecían a dos o más razas. Del total de la población el 99.09% eran hispanos o latinos de cualquier raza.